# Northlakes
Northlakes – jednostka osadnicza w Stanach Zjednoczonych, w stanie Karolina Północna, w hrabstwie Caldwell.